# شحنة كهربائية

المجال الكهربائي لشحنتين، إحداهما سالبة والأُخرى موجبة.

الشِحنة الكَهْرَبائية (بكسر الشين(ملاحظة 1)) أو الشِحنة الكَهْرَبيَّة (الجمع: شِحناتٌ كَهْرَبيَّة): خاصية فيزيائية للمادة، تُخضِعها لقوةٍ إذا وُضِعَت في مجال كهرَطيسي (كهرومِغناطيسي). وهي: إمَّا موجبةٌ، وإما سالبة (تحمِلها غالبًا: البروتوناتُ، والإلِكِتروناتُ، على الترتيب). فالمتشابهة تتنافر، والمختلفة تتجاذب. والجُسَيم الخالي من الشِحنات يُقال له: متعادل (كالنُّترون). ووَحدتُها في نظام الوَحَدات الدُّوَلي: الكولوم، وأمَّا أهلُ الكهرَباء الهندسية، فيستعملون عادةً أمبير-ساعة. ورمزُها غالبًا: Q (مِن: «Quantity»، أي: «كمية»). وإنَّ المعرفة الأُولىٰ بتفاعل المواد المشحونة، التي تُسمىٰ اليوم: الكهرَطيسية التقليدية، ما زالَت دقيقةً في المسائل التي لا تُراعي الآثار الكُمُومية (أيْ: ميكانيكا الكم).
والشِحنة الكهرَبية كميةٌ محفوظة؛ فإنَّ محصَّلة الشِحنة في نظام معزول، أو كمية الشِحنة الموجبة ناقص كمية الشِحنة السالبة: ثابتة، لا تتغير. والشحنة الكهربية تحمِلها الجسيمات دون الذرية. وأما في المواد العادية، فتَحمِل الإلكترونات الشِحنةَ السالبة، وتحمِل البروتونات الشِحنةَ الموجبة، داخلَ نَوَى الذرات. فإذا زادَ عدد الإلكترونات على البروتونات في قطعة من مادة، حَمَلَت شِحنةً سالبة، فإذا كانَت أقلَّ منها، حملت شِحنةً موجبة، فإذا تساوَيَا (أي: كانا متساويين)، تعادلَت المادة. والشِحنة مُكَمَّاة؛ فهي مضاعفاتٌ لوَحَدات صغيرةٍ تُسمى: الشِحنة الأولية، وتساوي 1.602×10−19 كولومًا، وهي أقل شِحنة حرة الوجود (إلا أنَّ لجسيماتٍ تسمى: "كواركات" شِحنةً أقل، ولكنها لا توجد إلا في تجمعات). وللإلِكِترون شِحنة: –الشِحنة الأولية، وللبروتون. شِحنة: +الشحنة الأولية.
وتُكوّن الشِحنات الكهربية مجالًا كهربيَّا، فإذا تحركَت، كوَّنَتْ مجالًا مِغناطيسيًّا. والجمع بين المجالين: الكهرَبيّ، والمِغناطيسي يُسمىٰ بالمجال الكهرَطيسي،و تأثيره في الشِحنات هو مصدر القوة الكهرَطيسية، وهي من القُوى الأساسية الأربع في الفيزياء. ودراسة الجسيمات المشحونة وطريقة تنظيم تفاعلاتها بالفوتونات تُسمى: الكَهْرَحَرَكية الكمية.

## نظرة عامة

رسم يوضح خطوط المجال حول الكترون (جسيم مشحون بشحنة سالبة). في ذرة متعادلة كهربياً يكون عدد الإلكترونات مساو بعدد البروتونات المشحونة بشحنة موجبة لتكون محصلة الشحنة صفر.

الشحنة هي الخاصية الأساسية لأنواع المواد التي تمتلك جذب أو طرد كهروستاتيكي في وجود مواد أخرى. الشحنة الكهربية هي خاصية مميزة للعديد من الجسيمات دون الذرية. شحنات الجسيمات الحرة هي مضاعفات كمية للشحنة الأساسية ولذا نقول أن الشحنة الكهربائية هي كمية. مايكل فاراداي وتحليله الكهربائي كان أول من لاحظ الطبيعة المتجزأة للشحنة الكهربائية. تجربة قطرة الزيت لروبيرت ميليكان أكدت هذه الحقيقة بشكل مباشر كما قامت بقياس الشحنة الأساسية. لاحقا تم اكتشاف أن نوعا واحدا من الجسيمات وهي الكواركات تمتلك شحنات أجزاء إما سالب ثلث أو موجب ثلثي الشحنة الأساسية إلا أنه يُعتقد أنها تتواجد دائماً في مضاعفات وأنه لم يتم ملاحظة وجود كوارك منفرد أبداً.
بالعرف شحنة الإلكترون سالبة بينما شحنة البروتون موجبة. الجسيمات المشحونة التي تمتلك نفس العلامة تتنافر مع بعضها البعض بينما الجسيمات التي تمتلك علامة مختلفة تتجاذب. يحدد قانون كولوم القوة الكهروستاتيكية بين جسيمين بافتراض أن القوة متناسبة طرديا مع ناتج شحناتهم. شحنة الجسيم المضاد تساوي شحنة الجسيم ولكن بعلامة معاكسة.
الشحنة الكهربائية لجسم عياني هي مجموع الشحنات الكهربائية للجسيمات المكونة له. غالبا ما تكون هذه الشحنة صغيرة لأن المادة مكونة من الذرات والذرات في الحالة الطبيعية تمتلك نفس العدد من البروتونات والإلكترونات والذين في هذه الحالة تلغي شحناتهم المتعاكسة بعضهم بعضا مكونة محصلة شحنة تساوي الصفر وبالتالي تكون الذرة متعادلة.
الأيون هو ذرة (أو مجموعة من الذرات) فقدت إلكتروناً أو أكثر مكونا محصلة شحنة موجبة (كاتيون)، أو اكتسبت الكترونا أو أكثر مكونا محصلة شحنة سالبة (أنيون). تتكون الأيونات أحادية الذرة من ذرة واحدة بينما تتكون الأيونات متعددة الذرات من ذرتين أو أكثر مرتبطين معا، وفي الحالتين ينتج أيون بمحصلة شحنة موجبة أو سالبة.
أثناء تكوين الأجسام العيانية عادة ما ترتبط الذرات المتناظرة والأيونات لتكوين أجسام متعادلة أيونيا مرتبطة كهربيا مع ذرات متعادلة. ولذا فإن الأجسام العيانية تميل غالبا إلى أن تكون متعادلة إلا أنها نادرا ما تكون متعادلة تماما فعليا.
أحيانا تحتوي الأجسام العيانية على أيونات موزعة على المادة ومرتبطة بأماكنها بقوة مما يعطي المادة محصلة شحنة موجبة أو سالبة. كما أن الأجسام العيانية التي تتكون من مواد موصلة كهربائيا تستطيع بدرجة ما (على حسب نوع المادة) أن تأخذ أو تطرد الكترونا لتتحصل على محصلة شحنة موجبة أو سالبة. عندما تكون محصلة الشحنة الكهربائية لجسيم غير مساوية للصفر وغير متحركة فإنها تعرف باسم كهرباء استاتيكية. هذا النوع من الكهرباء يمكن انتاجه بسهولة عن طريق حك مادتين غير متشابهتين معا مثل حك الكهرمان بالفرو أو الزجاج بالحرير. بهذه الطريقة يمكن شحن المواد الغير موصلة كهربيا بدرجة كبيرة سواء سالبا أو موجبا. الشحنة المأخوذة من مادة تنتقل إلى المادة الأخرى لتترك شحنة مخالفة وبنفس القيمة. قانون حفظ الشحنة يعمل دائما حيث يعطي المادة التي تم أخذ شحنة سالبة منها شحنة موجبة بنفس القيمة والعكس صحيح.
حتى عندما تكون محصلة الشحنة لجسيم مساوية للصفر فإن الشحنة يمكن أن تكون غير موزعة بانتظام على الجسيم (مثال: بسبب مجال كهرومغناطيسي خارجي أو جزيئات قطبية). في هذه الحالة نقول أن هذا الجسيم قطبي. الشحنة الناتجة عن القطبية تسمى شحنة مقيدة بينما تسمى الشحنة الناتجة عن اكتساب أو فقد الإلكترونات شحنة حرة. حركة الإلكترونات في المعادن الموصلة للكهرباء في اتجاه معين يسمى التيار الكهربائي.

## الوحدات
وحدة نظام الوحدات الدولي لكمية الشحنة الكهربائية هو الكولوم والذي يساوي تقريبا 6.242×1018 شحنة البروتون (الشحنة الأولية). ومن هنا فإن شحنة الإلكترون تساوي تقريبا −1.602×10−19 كولوم. يمكن تعريف الكولوم بأنه كمية الشحنة التي تمر خلال مقطع عرضي من موصل كهربائي حاملة واحد أمبير خلال ثانية واحدة. العلامة Q عادة ما تستخدم للإشارة إلى كمية الكهربية أو كمية الشحنة. يمكن قياس كمية الشحنة الكهربائية مباشرة عن طريق الإلكتروميتر أو بشكل غير مباشر عن طريق الجلفانومتر البالستي.
بعد اكتشاف الطبيعة الكمية للشحنة اقترح جورج ستوني في عام 1891 وحدة «إلكترون» كوحدة أساسية للشحنة الكهربائية. كان هذا قبل اكتشاف الجسيم بواسطة طومسون في عام 1897. اليوم تعامل الوحدة على أنها بدون اسم ويُشار إليها بالشحنة الأولية أو الوحدة الأساسية للشحنة أو ببساطة e. قياس الشحنة يجب أن يكون من مضاعفات الشحنة الأولية حتى وإن بدت الشحنة عند كمية كبيرة بأنها تتصرف ككمية فعلية.
تستخدم أحيانا وحدة فاراداي في الكيمياء الكهربية. واحد فاراداي من الشحنة تساوي مقدار شحنة واحد مول من الإلكترونات وهو 96485.33289(59) كولوم.
في أنظمة الوحدات الأخرى غير نظام الوحدات الدولي مثل نظام وحدات سنتيميتر جرام ثانية يتم التعبير عن الشحنة الكهربية بأنها مجموع الكميات الأساسية (الطول والكتلة والوقت) وليس أربعة مثل نظام الوحدات الدولي حيث الشحنة الكهربائية هي مجموع الكتلة والطول والوقت والتيار الكهربي.

## تاريخياً

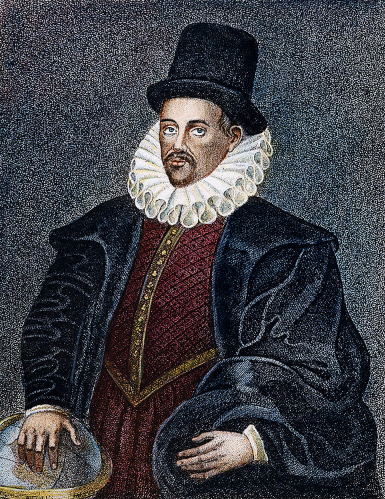
يعتبر وليام جيلبرت مكتشف الكهرباء

في حوالي سنة 600 قبل الميلاد قال عالم الرياضيات اليوناني طاليس أن الشحنة (أو الكهرباء) يمكن تجميعها عن طريق حك الفرو على عدة مواد مثل الكهرمان. كما لاحظ اليونانيون أن أزرار الكهرمان المشحونة يمكن أن تجذب الأجسام الخفيفة مثل الشعر. كما وجدوا أنهم إن قاموا بحك الكهرمان لمدة طويلة كافية فإنهم قد يحصلون على شرارة كهربائية.
في سنة 1600 عاد العالم الإنجليزي وليام جيلبرت إلى موضوع De Magnete وكون الكلمة اللاتينية الجديد electricus (تُنطق إليكتريكوس) من الكلمة الإغريقية ἤλεκτρον (تُنطق إلكترون) والتي تعني كهرمان والتي أتى منها الكلمة الإنجليزية electricity والتي تعني الكهرباء. أتبعه في عام 1660 العالم أوتو فون غيريكه والذي اخترع أول مولد كهرباء ساكنة. من أوائل الروّاد الأوروبيين الآخرين كان روبيرت بويل والذي أعلن في عام 1675 أن التنافر والتجاذب يعملان في الفراغ. ستيفن جراي صنف في عام 1729 المواد إلى مواد موصلة ومواد عازلة. وفي عام 1733 أعلن شارل دو فاي أن الكهرباء توجد في نوعين يلغيان بعضهما البعض وأعرب عن ذلك في نظرية السائلين. فعند حك الزجاج بالحرير يقول دو فاي أن الزجاج اكتسب كهرباء زجاجية. وعند حك الكهرمان بالفرو يقول أن الكهرمان اكتسب كهرباء كهرمانية. في عام 1839 أظهر مايكل فاراداي أن التفريق الظاهري بين الكهرباء الساكنة والكهرباء التيارية والكهرباء الحيوية كان تقسيما خاطئا وأنهم جميعهم أشكال مختلفة لنفس النوع من الكهرباء والتي تظهر في أقطاب مختلفة. كما أنه عشوائي أي النوعين موجب وأيهما سالب. كما قال أنا الشحنة الموجبة هي الشحنة التي نتركها على قضيب من الزجاج بعد حكه بالحرير.
واحد من أهم الخبراء في الكهرباء في القرن الثامن عشر هو بنجامين فرانكلين والذي جادل لحساب نظرية السائل الواحد للكهرباء. تخيل فرانكلين أن الكهرباء هي نوع من السوائل الخفية والموجودة في كل المواد. كما انه أعلن أن حك أسطح عازلة معا يسبب تغير مكان هذا السائل وأن حركة هذا السائل تؤدي إلى تكوين تيار كهربائي. كما قال أنه إن كان المادة تحتوي على كمية قليلة من هذا السائل فإنها تصبح مشحونة سالبا وعندما تحتوي على كمية زائدة تصبح مشحونة موجبا. ويليام واتسون توصل إلى نفس النتيجة بشكل منفصل وفي نفس الوقت تقريبا (1746).

## الكهرباء الساكنة والتيار الكهربائي

الليثيوم به 3 بروتون (الأحمر) و2 إلكترون (الأزرق) ولذا فإن محصلة الشحنة به هي +1

الكهرباء الساكنة والتيار الكهربائي هما ظاهرتان منفصلتان. يحتوي كلاهما على شحنة كهربائية وقد يحصلان في نفس الوقت في في نفس الجسيم. تشير الكهرباء الساكنة إلى الشحنة الكهربائية لجسيم وإلى التفريغ الكهربائي المرتبط عند تقريب جسمين ليسا في حالة توازن معا. يكون التفريغ الكهربائي تغير في شحنة كل من الجسيمين. على العكس فإن التيار الكهربائي هو سيل الشحنة الكهربائية خلال جسيم بدون أن ينتج فقد أو اكتساب للشحنة الكهربائية.

### التكهرب عن طريق الاحتكاك
عند حك قطعة من الزجاج مع قطعة من الراتنج (ليس لأي منهما خواص كهربية) وترك السطحين المعرضين للحك متقابلين فإنهما لا يزالان بدون أي خواص كهربية. إلا أنه عند إبعادهما يجذبان بعضهما البعض.
عند حك قطعة ثانية من الزجاج مع قطعة ثانية من الراتنج ثم إبعادهما وتعليقهما قرب القطعتين الأولتينمن الزجاج والراتنج تنتج الظواهر التالية:
- قطعتا الزجاج تتنافران
- تتجاذب كل قطعة زجاج مع كل قطعة راتنج
- قطعتا الراتنج تتنافران

هذا التجاذب والتنافر هو خاصية كهربائية والأجسام التي تمتلك هذه الخاصية الكهربية يُطلق عليها أجسام مكهربة أو مشحونة كهربيا. يمكن شحن الأجسام بعدة طرق أخرى غير الاحتكاك. الخواص الكهربية لقطعتي الزجاج متشابهة مع بعضهما ولكنها متعاكسة مع خواص قطعتي الراتنج ولذا فإن الزجاج يجذب ما ينفره الراتنج والراتنج ينفر ما يجذبه الزجاج.
عند كهربة الجسيم بأي طريقة فإنه يتصرف مثل الزجاج ولذا فإن كان يتنافر مع الزجاج ويتجاذب مع الراتنج فإنه يُطلق عليه مشحون زجاجيا وإن كان يتنافر مع الراتنج ويتجاذب مع الزجاج فإنه يُطلق عليه مشحون راتنجيا. ولذا فإن كل الأجسام المشحونة تكون إما مشحونة زجاجيا أو راتنجيا.
من المتفق عليه في المجتمع العلمي أن الشحن الزجاجي يُطلق عليه موجب بينما الشحن الراتنجي يُطلق عليه سالب. الخواص المتعاكسة تماما للنوعين من الكهربة يبرر تعبيرنا عنهما بعلامتين متعاكستين إلا أن تطبيق العلامة الموجبة لجسيم بدلا من الآخر يجب اعتباره بأنه اتفاق عشوائي تماما مثل الاعتبار الرياضي بكون الأشياء على اليمين موجبة.
لا يوجد أي قوة نلاحظها سواء تجاذب أو تنافر بين جسيم مكهرب وجسيم آخر غير مكهرب.
في الواقع فإن كل الأجسام مكهربة إلا أنها تبدو غير ذلك بسبب الشحنة المتشابهة نسبيا بين الأجسام المتقاربة في البيئة. إلا أن جسيما مشحونا بشحنة موجبة أو سالبة زائدة يخلق شحنة مساوية أو معاكسة للأجسام المتقاربة حتى يمكن توزان هذه الشحنات. يمكن ملاحظة آثار التجاذب في تجارب الفولت العالي حيث أن تجارب الفولت المنخفض تكون ضعيفة ولا يمكن ملاحظة آثارها. يحكم التجاذب أو التنافر قانون كولوم والذي ينص على أن التجاذب يقل مع مربع المسافة.
من المعروف الآن أن نموذج فرانكلن-واطسون كان صحيحا. هناك نوع واحد فقط من الشحنة الكهربائية وهناك متغير واحد لمتابعة كمية الشحنة. إلا أنه على الجانب الآخر فإن مجرد معرفة الشحنة ليس وصفا كاملا للموقف. فالمادة مكونة من أنواع مختلفة من الجسيمات المشحونة كهربيا ولهذه الجسيمات خواص متعددة وليس فقط الشحنة الكهربائية.
من أكثر حاملات الشحنة الكهربائية شيوعا هو البروتون المشحون بشحنة موجبة والإلكترون المشحون بشحنة سالبة. وحركة أي منهما تؤدي إلى تكوين تيار كهربائي. في معظم الأحيان فإنه من الكافي الحديث عن وجود تيار كهربائي بدون اعتبار كونه محمول على شحنة موجبة تتجه نحو التيار التقليدي أو شحنة سالبة تتحرك في الاتجاه المعاكس. حيث أن النظرة العيانية هي تقريب يبسط المنظور الكهرومغناطيسي والحسابات.
على العكس تماما فإنه عند النظر في الموقف الميكروسكوبي فإننا نرى أنه يوجد عدة طرق لحمل التيار الكهربائي بما في ذلك: سيل من الإلكترونات أو سيل من ثغرات الإلكترونات والتي تعمل كجسيمات موجبة أو كلا من الجسيمات الموجبة والسالبة (الأيونات) والتي تسيل في الاتجاه المضاد في محلول كهرل أو بلازما.
لاحظ أنه في الغالب وفي الحالات الهامة للسلوك المعدنية فإن اتجاه التيار التقليدي يكون معاكسا للسرعة الانجرافية لحاملي الشحنة الفعليين (الإلكترونات). وهذا مصدر التباس للعديد من المبتدئين.

## بقاء الشحنة الكهربائية
الشحنة الكهربائية الكلية لنظام معزول تظل ثابتة بغض النظر عن التغيرات داخل النظام نفسه. هذا القانون ثابت لكل النظم المعروفة فيزيائيا كما يمكن اشتقاقه في صورة محلية من ثبات نظرية القياس في دالة موجية. الحفاظ على الشحنة يؤدي إلى معادلة استمرارية الشحنة والتيار. بشكل أعم فإن محصلة الشحنة في كثافة الشحنة ρ داخل حجم من التكامل V يساوي المساحة الكلية لكثافة التيار J داخل السطح المغلق S = ∂V والذي بدوره يساوي محصلة التيار I.
ولذا فإنه يمكن التعبير عن الشحنة الكهربائية بمعادلة الاستمرارية كالتالي:
{\displaystyle I=-{\frac {\mathrm {d} Q}{\mathrm {d} t}}.}.
الشحنة المتحولة بين الوقتين {\displaystyle t_{\mathrm {i} }} و {\displaystyle t_{\mathrm {f} }} يمكن الحصول عليها عن طريق تكامل الطرفين:
{\displaystyle Q=\int _{t_{\mathrm {i} }}^{t_{\mathrm {f} }}I\,\mathrm {d} t}
حيث I هي محصلة التيار الخارجي خلال مساحة مغلقة و Q هي الشحنة الكهربائية الموجودة داخل حجم معين داخل مساحة معينة.

## الثبات النسبوي
بعيدا عن الخواص الموصوفة في المقالات عن الكهرومغناطيسية فإن الشحنة هي ثابت نسبوي. هذا يعني أن أي جسيم يمتلك شحنة Q وبغض النظر عن سرعته فإنه يظل يمتلك شحنة Q. هذه الخاصية تم التحقق منها عن طريق توضيح أن شحنة ذرة هيليوم واحدة ( والتي بها 2 بروتون و2 نيوترون مرتبطين بقوة بالذرة ويتحركان بسرعات عالية) هي نفس شحنة ذرتي ديوتيروم (تحتوي علي 1 بروتون و1 نيوترون مرتبطان معا ولكنهما يتحركان بسرعات أقل بكثير).

## روابط خارجية
- سرعة انحلال الشحنة الكهربائية
- Science Aid: Electrostatic charge صفحة سهلة الفهم عن الشحنة الكهربائية الساكنة.
- تاريخ الوحدات الكهربائية.